# Onigiri (videogioco)
Onigiri (鬼斬? "Ammazzademoni") è un MMORPG d'azione free-to-play giapponese sviluppato da CyberStep. È stato pubblicato per Microsoft Windows il 12 dicembre 2013 in Giappone e il 1º luglio 2014 in America del Nord, mentre le versioni per Xbox One e PlayStation 4 sono state rese disponibili rispettivamente il 2 e il 6 ottobre 2015,è uscito su Nintendo Switch il 30 gennaio 2019. Un adattamento anime, prodotto da Pierrot Plus, è stato trasmesso tra il 7 aprile e il 30 giugno 2016.

## Personaggi
Gozen Shizuka (静 御前?, Shizuka Gozen)
Doppiata da: Aina Suzuki (anime), Mari Kirimura (gioco)
Yoshitsune (義経?)
Doppiata da: Eriko Matsui (anime), Emi Ito (gioco)
Dōji Ibaraki (茨木 童子?, Ibaraki Dōji)
Doppiata da: Suzuko Mimori (anime), Manami Honda (gioco)
Kaguya (かぐや?)
Doppiata da: Izumi Kitta (anime), Mayumi Noda (gioco)
Amaterasu (あまてらす?)
Doppiata da: Natsuko Hara (anime), Natsumi Hara (gioco)

## Anime
L'adattamento anime è stato annunciato da CyberStep il 27 gennaio 2016. La serie televisiva, prodotta da Pierrot Plus e diretta da Takashi Yamamoto, è andata in onda dal 7 aprile al 30 giugno 2016. La sigla d'apertura è Hime wa rankiryū goikkō-sama (姫は乱気流☆御一行様?) delle Starmarie. In tutto il mondo, ad eccezione di Cina e Giappone, gli episodi sono stati trasmessi in streaming in versione simulcast da Anime Network; in particolare in America del Nord i diritti di distribuzione digitale e home video sono stati acquistati dalla Sentai Filmworks.

### Episodi
| Nº | Giapponese 「Kanji」 - Rōmaji   | In onda        | In onda |
| Nº | Giapponese 「Kanji」 - Rōmaji   | Giapponese     |         |
| 1  | 「鬼斬開幕」 - Onikiri kaimaku  | 7 aprile 2016  |         |
| 2  | 「魍魎跋扈」 - Mōryōbakko       | 14 aprile 2016 |         |
| 3  | 「博多炎上」 - Hakata enjō      | 21 aprile 2016 |         |
| 4  | 「暗中飛躍」 - Anchūhiyaku      | 28 aprile 2016 |         |
| 5  | 「比翼連理」 - Hiyokurenri      | 5 maggio 2016  |         |
| 6  | 「一番富籤」 - Ichiban tomikuji | 12 maggio 2016 |         |
| 7  | 「酔生夢死」 - Suiseimushi      | 19 maggio 2016 |         |
| 8  | 「泡沫之夢」 - Utakata no yume  | 26 maggio 2016 |         |
| 9  | 「愛別離苦」 - Aibetsuriku      | 2 giugno 2016  |         |
| 10 | 「夢幻泡影」 - Mugenhōyō        | 9 giugno 2016  |         |
| 11 | 「竜闘虎争」 - Ryūtōkosō        | 16 giugno 2016 |         |
| 12 | 「気焔万丈」 - Kienbanjō        | 23 giugno 2016 |         |
| 13 | 「鬼斬閉幕」 - Onikiri heimaku  | 30 giugno 2016 |         |